# Шульга

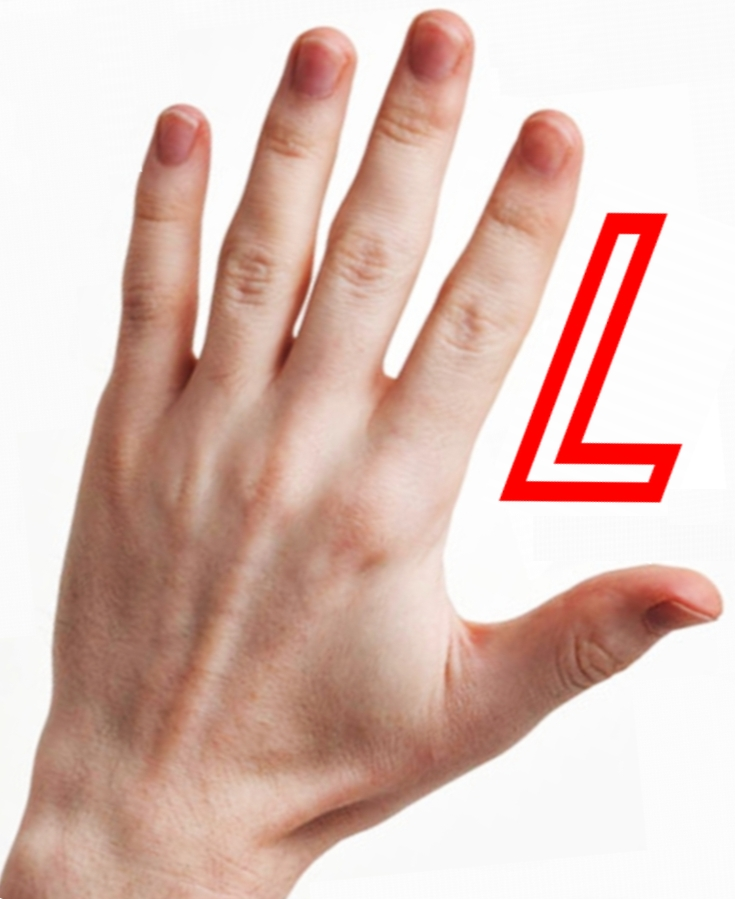
Трюк що застосовується у США у розпізнаванні де ліва рука, де права.

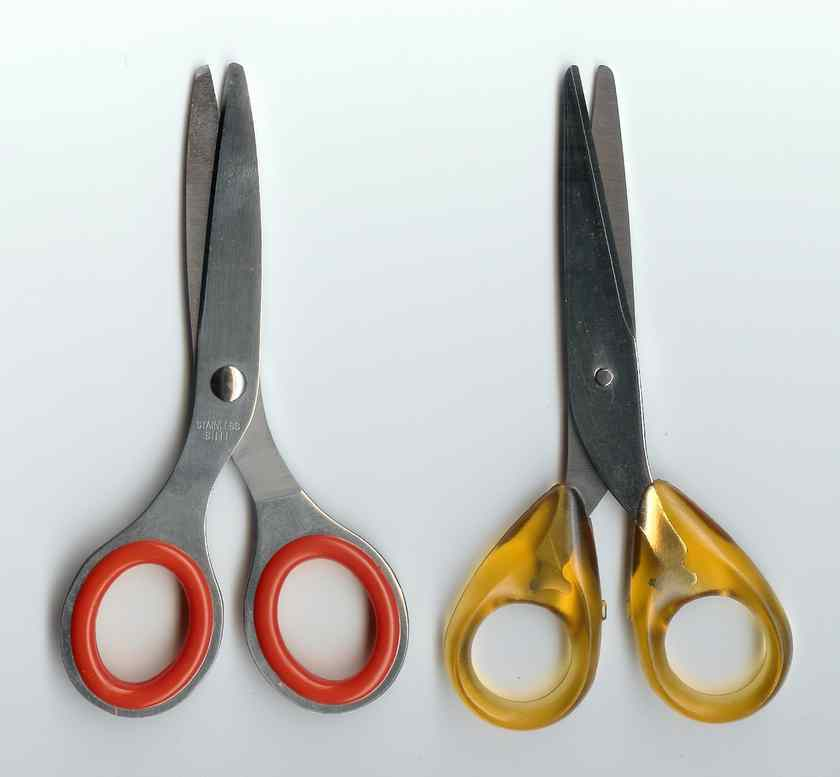
Два типи ножиць: праворуч — стандартні, ліворуч — для шульг

Шульга́, майку́т або лівша́ — людина, яка переважно використовує ліву руку.
В основі поняття лежить індоєвропейське *kseul- — «різати, рубати». Первісне значення слова має бути «позбавлений правої руки, обрубаний».

## Виникнення
Ліворукість - це вроджена індивідуальна особливість людей, у яких права півкуля мозку домінує над лівою. Попри зовнішню подібність, у них різні функції: права відповідає за інтуїцію, образне мислення (передумови до художньої творчості); у лівій сконцентровані механізми аналітичного, абстрактного мислення (науковий підхід)[оригінальне дослідження?].
Існують люди, що добре використовують обидві руки — амбідекстри. Дослідники[які?] вважають, що ліворукість притаманна всім, але домінує тільки у шульг[джерело?].
13 серпня в усьому світі святкують День шульги. Започатковано його 1992 року за ініціативи Клубу шульг Великої Британії.

## Цікаві факти

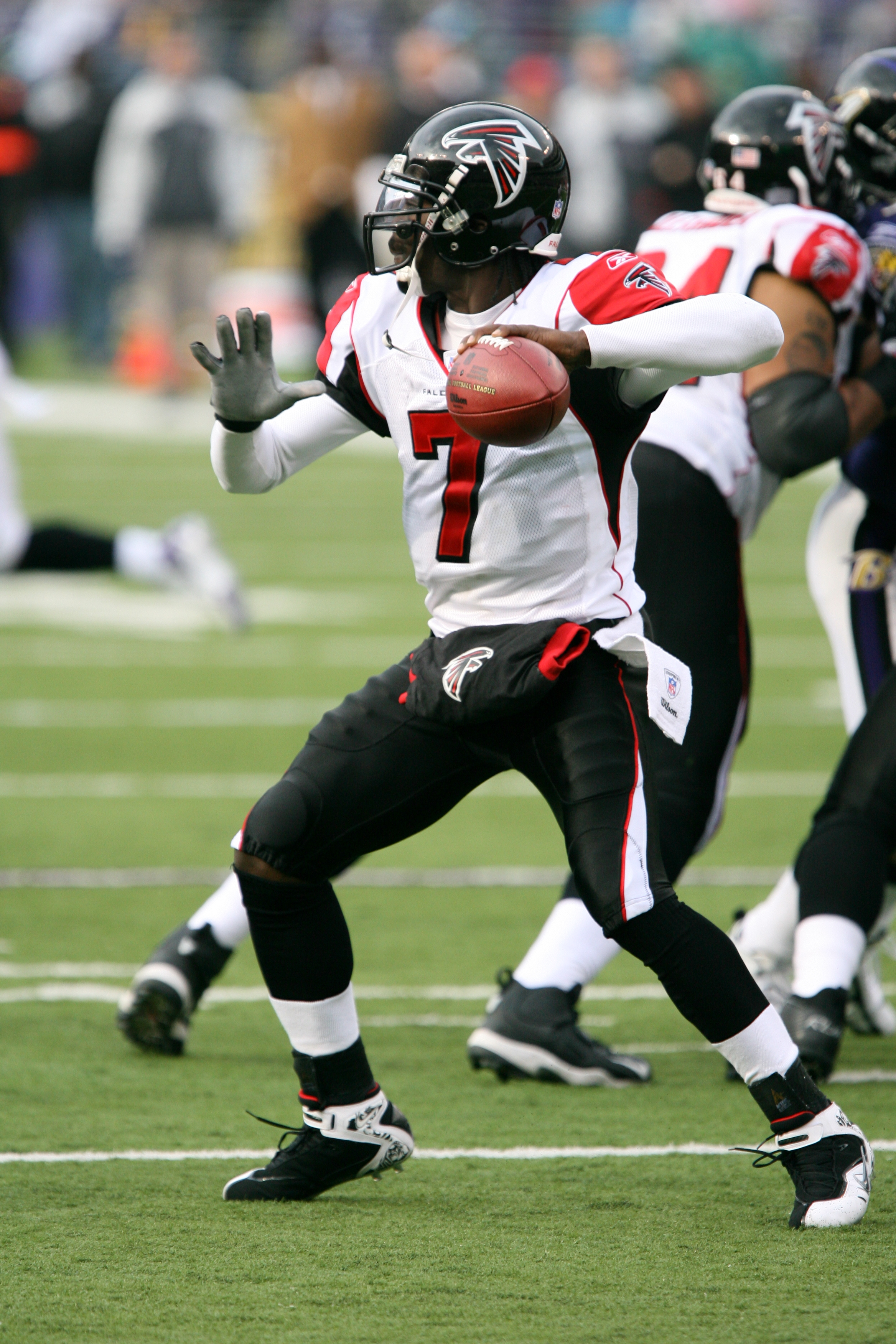
Михайло Вик (Атланта Фалконс) замахується на подачі

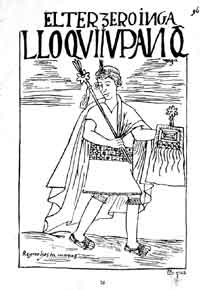
Льоке Юпанкі, третій Сапа Інка, чиє ім'я означає: «Прославлений шульга». Рис. Феліпе Ґуаман Пома де Айяла

- Перша згадка про таке явище, як ліворукість зустрічається вже в Біблії. Біблійна особа, Егуд, із Книги Суддів був шульгою (Суд. 3:15). Там само згадується, що у плем'ї Веніаминовому на війну з Ізраїлем було зібрано 26 000 воїнів і крім них 700 осіб шульг, і кожен із них «кидав каменем із пращі на волос, і не хибив» (Суд. 20:16).
- У багатьох мовах світу слова: «ліво», «лівий» мають негативно забарвлене значення.
  - Англійське слово sinister (зловісний) походить від латинського sinister, -tra, -trum. Спершу воно мало значення «лівий, лівосторонній», а потім, у класичний латинський період, отримало значення «зло, злий» і «неуспішний, нещасливий». Також англійське слово left, окрім значення «лівий» має переклад «той, що залишився».
  - Сучасне італійське слово sinistra має два значення: «зловісний» і «лівий».
  - Іспанське siniestra теж має два значення, хоча його значення «лівий» використовується рідко — для цього зазвичай застосовується баскське слово izquierda[6] (на баскській — esker).
  - У португальській мові найзвичайніше слово, що позначає людину-шульгу, canhoto, колись використовувалось для позначення диявола, а canhestro — слово, що означає «незграбний».
  - В українській мові закріпились такі негативні вирази, як: «лівий товар», «ходити наліво».
  - У Стародавньому Китаї ліва сторона вважалась «поганою». Прикметник «лівий» 左 (цзо), означає «непідхожий» чи «такий, що не має згоди». В деяких частинах Китаю порівняно недавно шульг насильно переучували писати правою і навіть фізично карали, бо дитина, що пише лівою була соромом для сім'ї. Негативні конотації зустрічаються в більшості країн Сходу.
  - Норвезький вираз venstrehåndsarbeid (ліва робота) означає «щось, зроблене незадовільним способом», а одне з норвезьких слів, що позначає шульг, keivhendt, походить від норвезьких слів, що значать «неправильну руку».
  - Практично в усіх мусульманських країнах вважається образою і невихованістю подавати щось, або їсти з допомогою лівої руки. Хоча в цих країнах шульги мають деяку перевагу над правшами, а саме — арабське письмо пишеться справа наліво.

- - В інків lluq'i — «льоке» (збереглось в мові кечуа) мало позитивне значення. У народів Анд вважається і досі, що шульги володіють особливими духовними якостями, в тому числі магією і цілительством, народитись шульгою означає бути щасливим. Третій Сапа Інка — Льоке Юпанкі — був шульгою, його ім'я в перекладі з кечуа «прославлений шульга».
  - Ацтеки робили операції на нирках лівою рукою, а на печінці — правою.
  - У Стародавнній Греції вважалось, що шульги своєю унікальністю приносять щастя. Ескімоси вірять, що кожен шульга може чаклувати.
  - Стародавні єгиптяни вважали хорошою прикметою зайти лівою ногою в дім. На рельєфах, що зображають Рамзеса II, фараон-шульга вбиває ворогів, тримаючи лук в правій руці та натягуючи тятиву лівою.
  - Африканці племені меру вважають, що їхній чаклун мусить приховувати свою ліву руку: ніхто не може бачити її, оскільки вона священна.